# عارف بجنوردی
سید مرتضی رضوی‌نژاد متخلص به عارف بجنوردی شاعر و عارف ایرانی در سال ۱۲۸۴ شمسی در روستای خوراشا از توابع جاجرم متولد شد.

## زندگی‌نامه
عارف بجنوردی در کودکی برای تحصیل به مدرسه نواب مشهد رفت و از شاگردان ادیب نیشابوری بود. پس از تحصیل مجدداً به بجنورد بازگشت و به معلمی پرداخت. پس از چندی از معلمی دست کشید و سرودن و نوشتن شعر گذراند؛ و در سال ۱۳۵۳ در ۶۰ سالگی بر اثر ضعف مزاج، تحلیل‌قوا و تشدید عارضه قلبی درگذشت و در امامزاده سیدعباس بجنورد به خاک سپرده شد.